# フィンランド映画財団
フィンランド映画財団（フィンランドえいがざいだん、フィンランド語: Suomen elokuvasäätiö, スウェーデン語: Finlands filmstiftelse）は、フィンランドの映画製作、配給、上映を支援し、発展させることを目的とする独立財団である。
フィンランド教育文化省文化政策局の監督下にある。
財団は、フィンランド国営宝くじからの助成金によって運営されている。フィンランド映画財団の本部と付属映画館はヘルシンキのカタヤノッカにあり、建物は19世紀の港湾ターミナルを利用している。
財団はフィンランド映画の輸出と国際的プロモーションを担当している。また、「質の高い」作品を支援することを目的に、個々の映画製作を支援している。
財団のマネージング・ディレクターは、2016年にイリーナ・クローンに代わってディレクターに就任したラッセ・サーリネン（Lasse Saarinen）である。